# Sbor Dr. Karla Farského (Vysoké nad Jizerou)
Sbor ThDr. Karla Farského ve Vysokém nad Jizerou je sbor Církve československé husitské. Byl formálně založen roku 1921.

## Historie

### Vznik sboru
S narůstající členskou základnou Církve československé na Vysocku vzrůstala i potřeba a především touha místních lidí založit samostatnou náboženskou obec. Zde se o ustavení Rady starších snažili Josef Metelka a František Holec, avšak samotný ThDr. Karel Farský usiloval o utlumení neorganizovaného postupu a nabádal ke zdrženlivosti. Přesto povolil alespoň lidem z Horní Tříče zvolit si už o Vánocích roku 1920 místní Radu starších. Sám Farský během své návštěvy Vysokého 10. dubna 1921 začal otázku zřízení samostatného sboru řešit.
Ke konečnému ustavení Rady starších na Vysocku došlo na valné schůzi příslušníků Církve československé 5. května 1921. Jejím předsedou byl zvolen Oldřich Prajzler, rolník z Vysokého nad Jizerou a jeden z iniciátorů založení místní náboženské obce. Místopředsedkyní se stala Františka Schrötrová, pokladníkem kominický mistr Josef Spousta, oba rovněž z Vysokého, a tajemníkem tříčský Josef Metelka.
Státem byla zdejší náboženská obec schválena až 17. března 1924, předtím fungovala jako obec filiální, přidělená k náboženské obci v Držkově.

### Stavba kostela
Před zbudováním sboru ve Vysokém byla používána opuštěná kaple poblíž návarovského zámku. Bohoslužby také probíhaly na venkovních místech, nejčastěji v městských sadech či na náměstí. Bylo však nutno zajistit kryté místo. Městská rada zapůjčila zadarmo sboru sál radnice. Kvůli špatnému stavu podlahy však byla místnost brzy uzavřena. Ideová soutěž na návrh kostela proběhla roku 1924 a vyhrál ji architekt Jaroslav Kabeš, avšak kvůli jeho sporům s vedením CČS byl nakonec odmítnut. Karel Farský nakonec prosadil, aby vypracování architektonického plánu provedl stavitel a architekt Tomáš Šašek z Prahy. Finance na stavbu pocházely z několika zdrojů: Městská rada poskyta 10 000 Kčs, státní stavební subvence činila 244 730 Kčs, z veřejných sbírek se vybralo 14 940 Kč (ve Vysokém v okolních obcích se vybralo více než 7000,-). Půjčka Občanské záložny ve Vysokém činila 100 000 Kčs a např. Karel Kramář věnoval 4000 Kčs.
Slavnostní položení základního kamene proběhlo 6. července 1925 dopoledne a kostel byl otevřen již necelých pět měsíců po položení základního kamene, 22. listopadu 1925. Součástí slavnostního aktu byl průvod od městské radnice k nové budově a odpolední koncert v sále Sokolovny. Pozvání přijal také biskup Gustav Adolf Procházka. V září 1925 byl darován Ministerstvem školství a národní osvěty (na Farského popud) zvon. Po smrti Karla Farského roku 1927 přijal sbor jeho jméno do názvu.

### Další fungování
V roce 1931 se zde, pravděpodobně jako následek rychlé stavby, zřítil strop. To mělo za následek změnu zastřešení střechy a rozšíření sálu o kněžiště. Tyto změny provedl student gymnázia a budoucí architekt Antonín Vodseďálek. Roku 1944 zde byly umístěny urny popravených spoluobčanů, avšak ke špatnému stavu podlahy došlo roku 1966 k jejich odstranění a umístění na hřbitov. Od roku 2000 je zde instalována expozice mapující život ThDr. Karla Farského.

## Popis stavby
Kostel vykazuje znaky individualistické moderny a klade důraz na zohlednění prvků směřujících k funkcionalismu.  Je to jednolodní neomítnutá stavba z režných červených cihel, posazených na podezdívce z haklíkového zdiva, které dominuje věž s kalichem navrchu. V interiéru nalezneme klasické jednolodí s kruchtou a vítězným obloukem oddělující presbytář. Strop je obložen dřevem a podepřen sloupy.